# Neritariidae
De Neritariidae zijn een familie van uitgestorven weekdieren uit de klasse van de Gastropoda (slakken). Exemplaren uit deze familie zijn slechts als fossiel bekend.

## Taxonomie
De volgende taxa zijn bij de familie ingedeeld:
- † Onderfamilie Neritariinae Wenz, 1938
- † Onderfamilie Oncochilinae Bandel, 2007
- † Onderfamilie Trachyneritariinae Bandel, 2007